# Хе (страва)

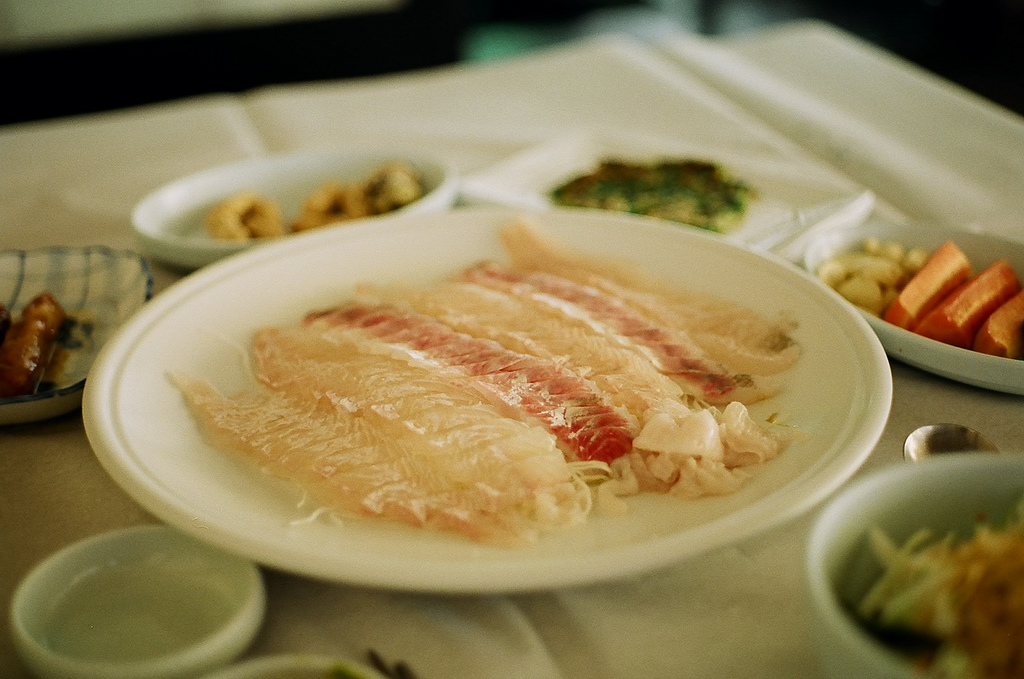
Хе з риби

Хе, або хве (회) — своєрідне «рагу» з тонких скибочок риби або м'яса, одна з найвідоміших страв корейської кухні. Поділяється на сен'сонхе — з риби або морепродуктів; юкхе — з сирої яловичини з соєвим соусом, кунжутовою олією і рисовим вином; канхе — з сирої яловичої печінки з кунжутовою олією і сіллю; саннакчихе — живий восьминіг.

## Історія
За низкою відомостей ця страва з'явилась у період Трьох корейських держав під впливом конфуціанства. Вона пережила час забуття під час панування буддизму за династії Корьо та відродилася в часи конфуціанської династії Чосон. Наразі вважається класичною корейською стравою, хоча хе зазнало впливу китайської кухні.

## Рецепт з риби (сен'сонхе)

### Складові
- Риба (часто використовується м'ясо акули) — 0,5 кг
- Цибуля — 3 шт.
- Часник — 1 долька
- Морква — 2 шт.
- Перець чилі
- Перець духмяний
- Оцет
- Лимон — 1 шт.
- Соєва олія — 2 ст. ложки
- Коріандр молотий — 1 чайна ложка
- Імбир, орегано, базилик — по 1/4 чайної ложки
- Цукор — 1 чайна ложка
- Олія — 100 гр.

### Приготування
Рибу обов'язково використовують свіжу. Беруть шматки середнього розміру. Рибу промивають, нарізають уздовж волокон на якомога тонші смужки. Якщо смужки виявилися задовгими (7–8 см), їх розрізають навпіл. Кладуть рибу у скляну, керамічну, емальовану посудину, окрім алюмінієвої.
Цибулю ріжуть тонкими та рівними півкільцями, слідом за цим шинкують на 2–4 частини; часник подрібнюють; моркву ріжуть тонкими «паличками» завдовжки 4–8 см (можна застосувати спеціальну теку). Усі компоненти пересипають до посудини з рибою, солять, перчать, перемішують, додають цукор. Оцет розбавляють до 5 % й додають 1 чайну ложку. Оцет можна замінити соком одного лимона. Наостанок додають спеції та соєву олію. Слідом вливають рослинну олію, перемішують.
Суміш ставлять у прохолодне місце на 2–4 години (в залежності від виду або віку риби). Після цього страва готова. До неї додають соуси чхокочхуджан, ссамджан, васабі. Хе вживають загорнутим у капустяне листя й періллу.

## Галерея

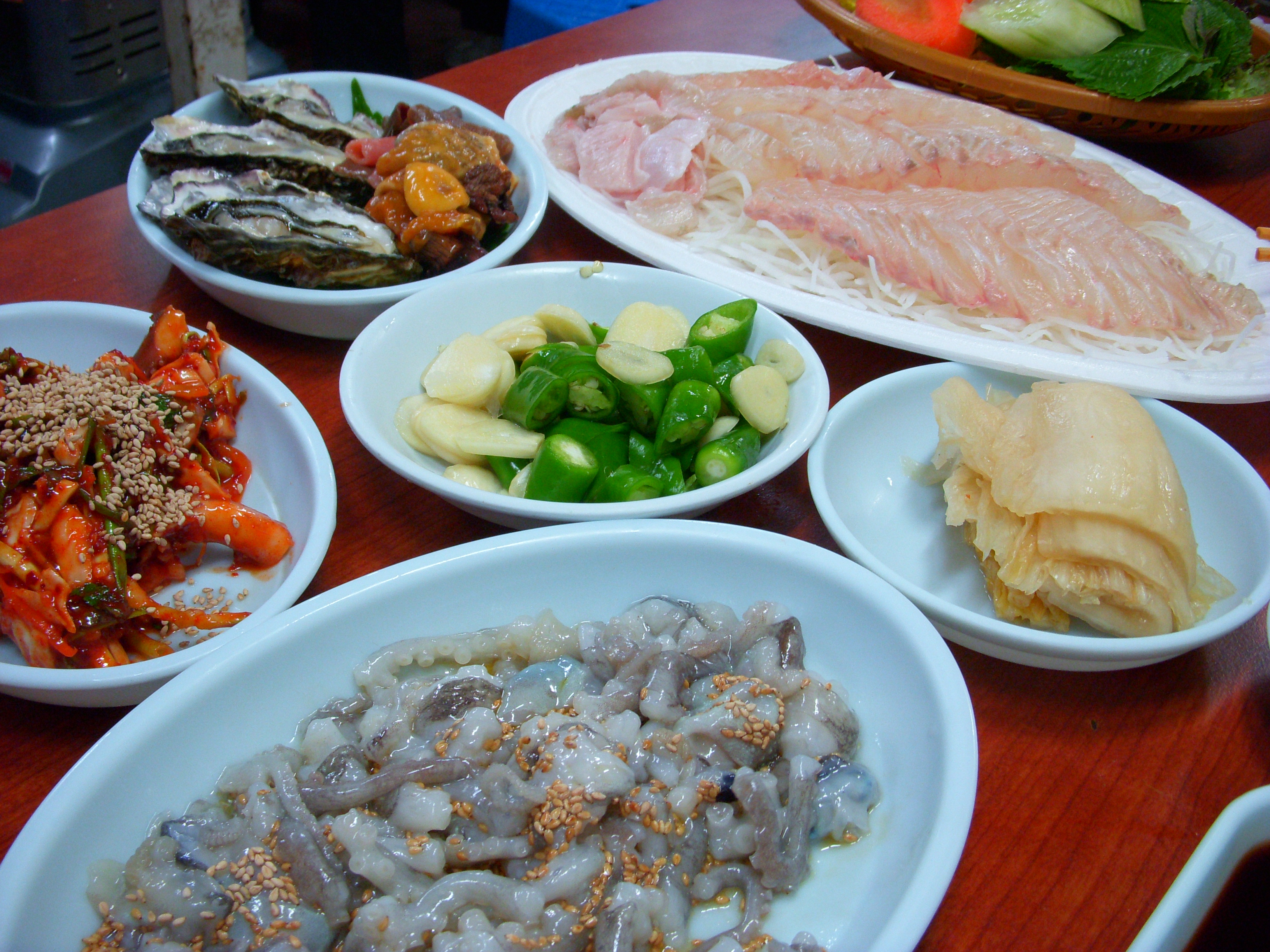
Різні хе
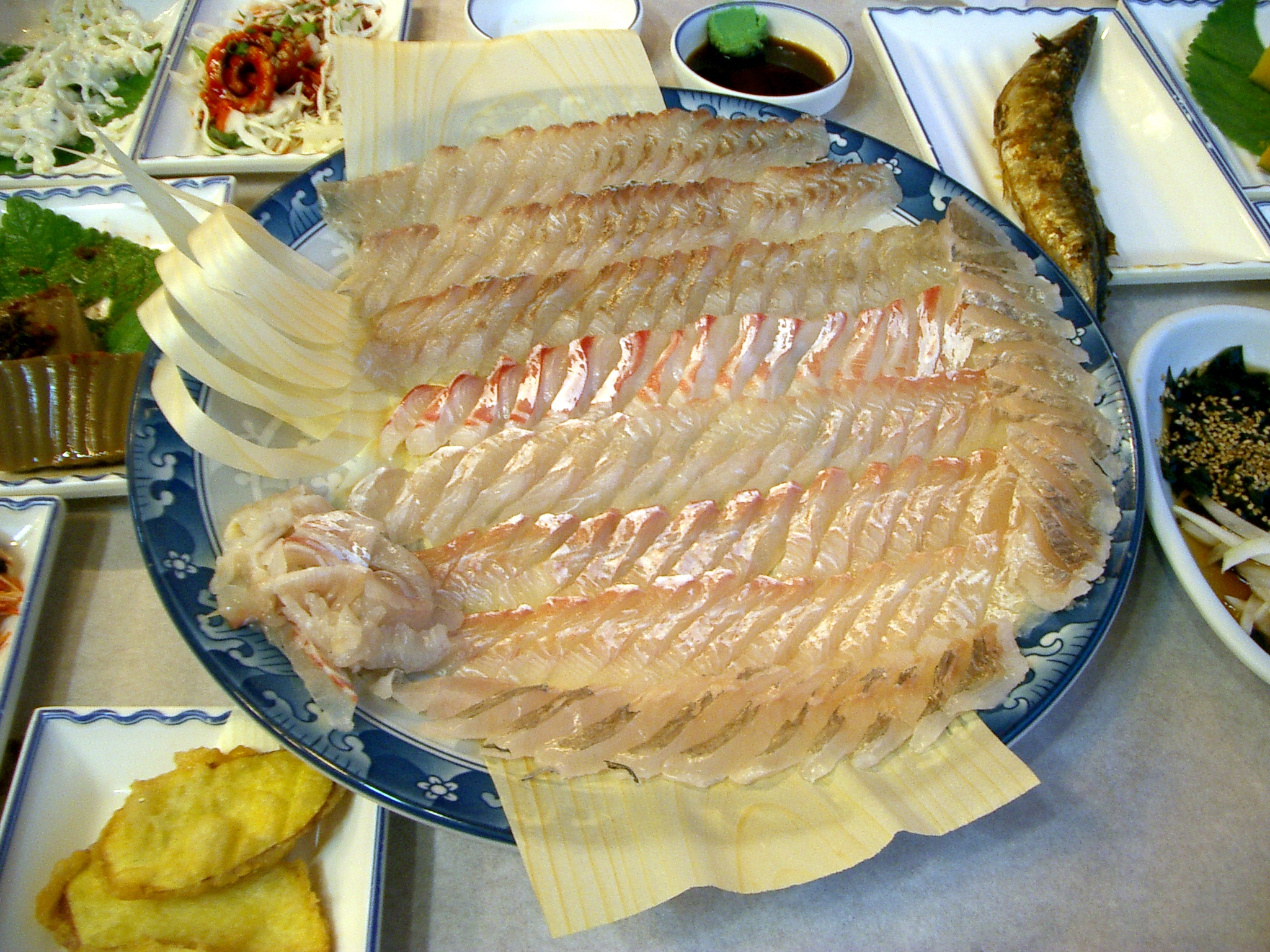
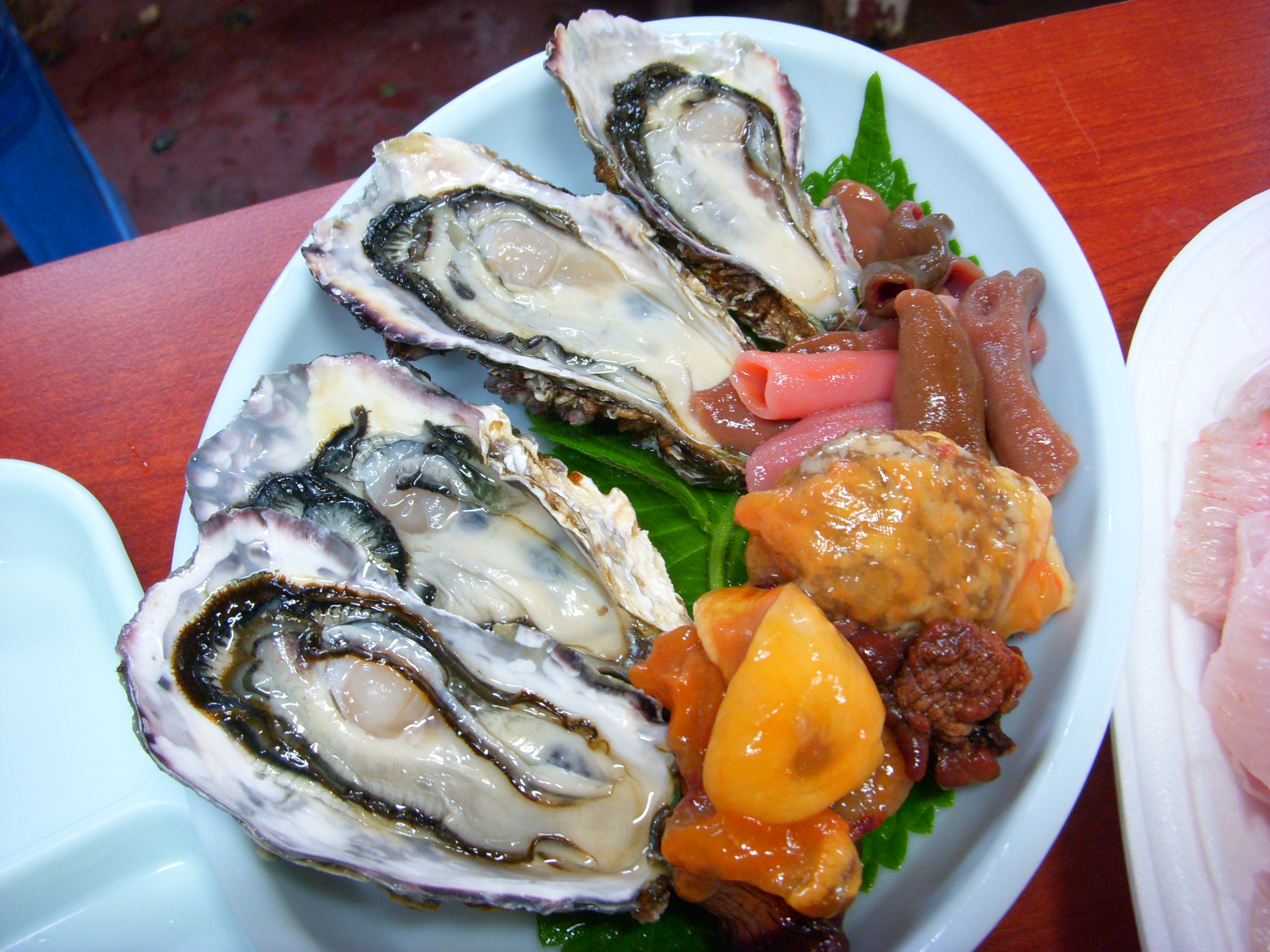
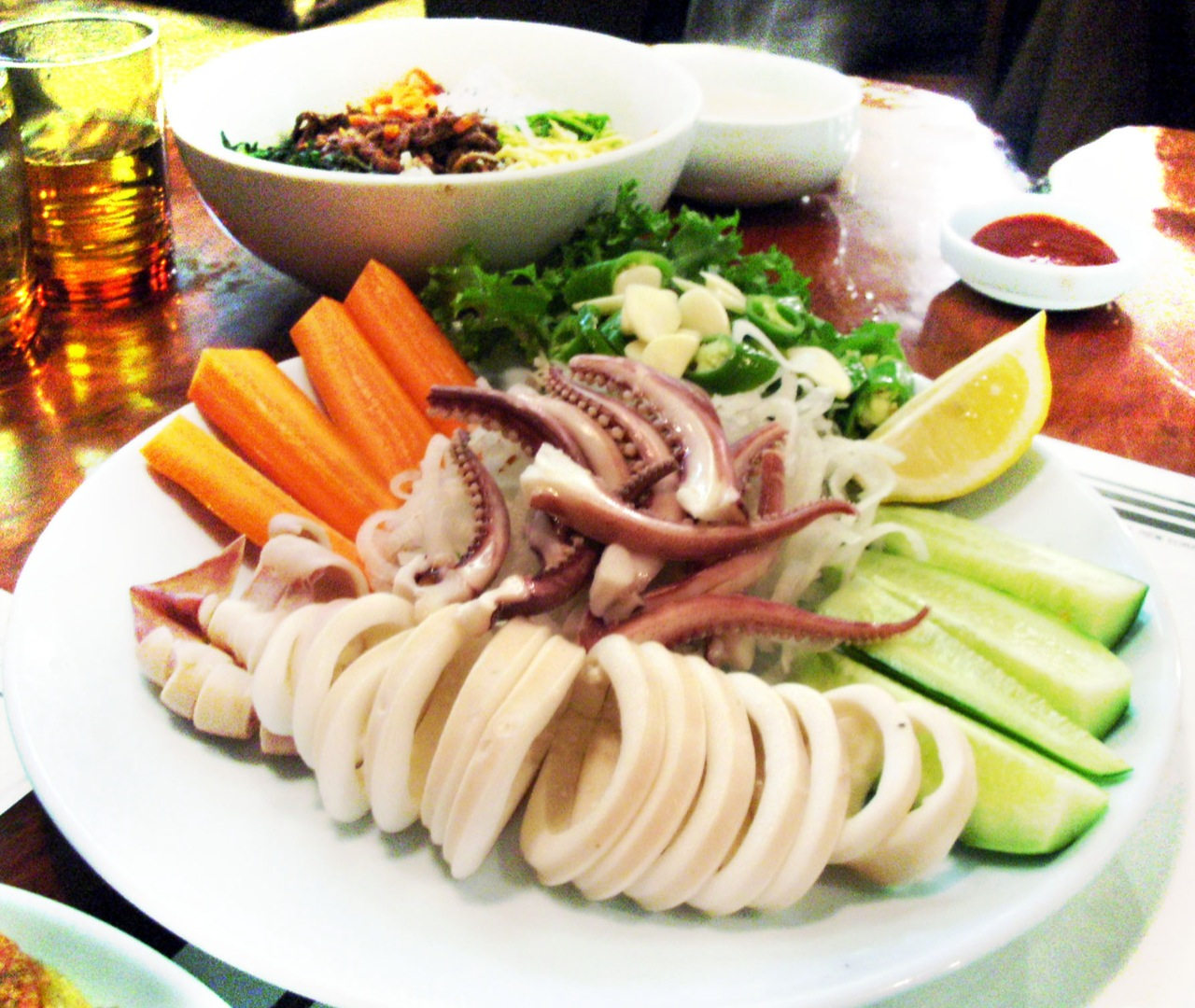
Очіньо сукхе
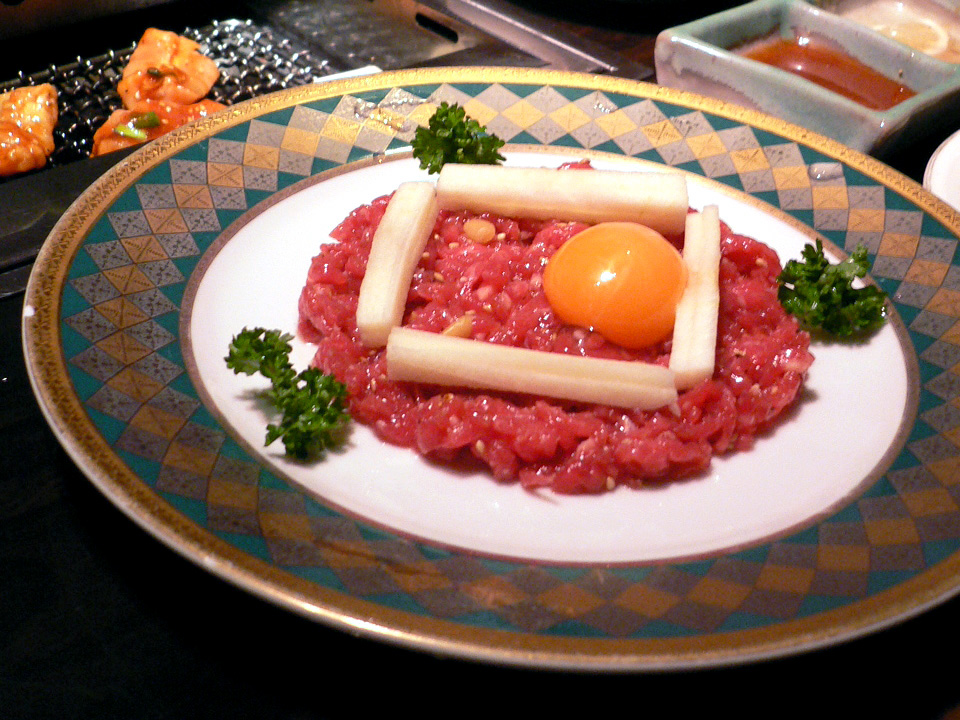
Юкхе
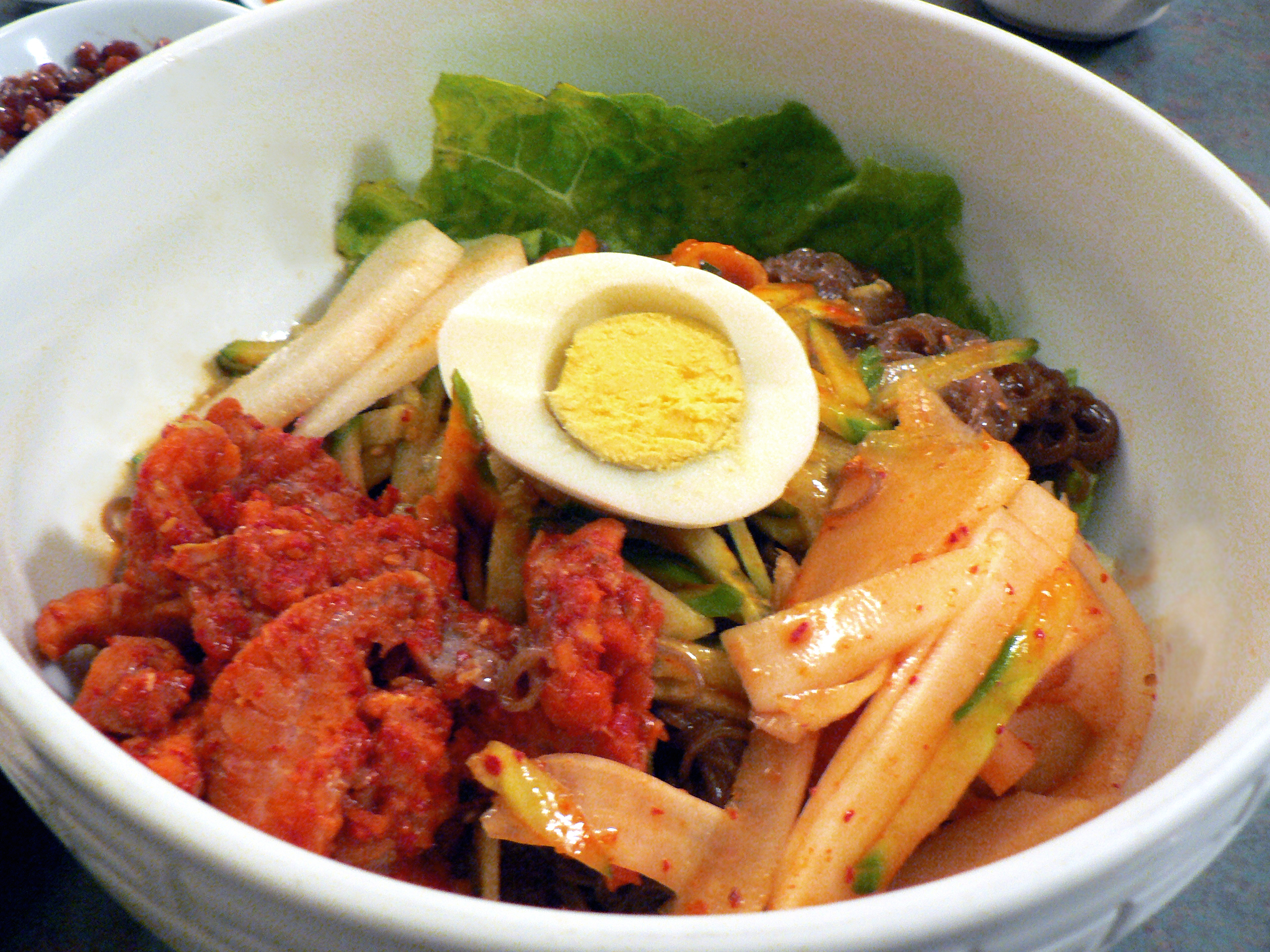
Хе
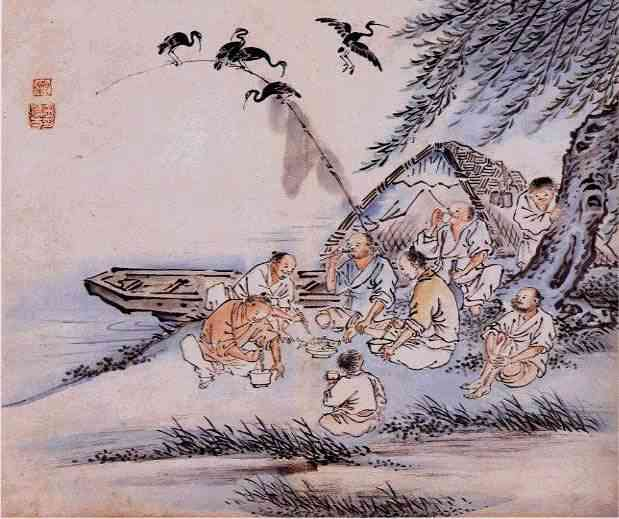
Рибалки їдять хе